# Austin Montego
O  Austin Montego é um modelo de porte médio produzido pela British Leyland de 1984 a 1988 e depois pela Rover Group de 1988 a 1995. O Montego foi um substituto direto para o Morris Ital e o Austin Ambassador, dando a British Leyland um novo competidor contra o Ford Sierra e o Vauxhall Cavalier.